# Lappula pavlovii
Lappula pavlovii är en strävbladig växtart som beskrevs av Goloskokov. Lappula pavlovii ingår i släktet piggfrön, och familjen strävbladiga växter. Inga underarter finns listade i Catalogue of Life.